# Xã Corinna, Quận Wright, Minnesota
Xã Corinna (tiếng Anh: Corinna Township) là một xã thuộc quận Wright, tiểu bang Minnesota, Hoa Kỳ. Năm 2010, dân số của xã này là 2.322 người.